# Arles Rhône 3

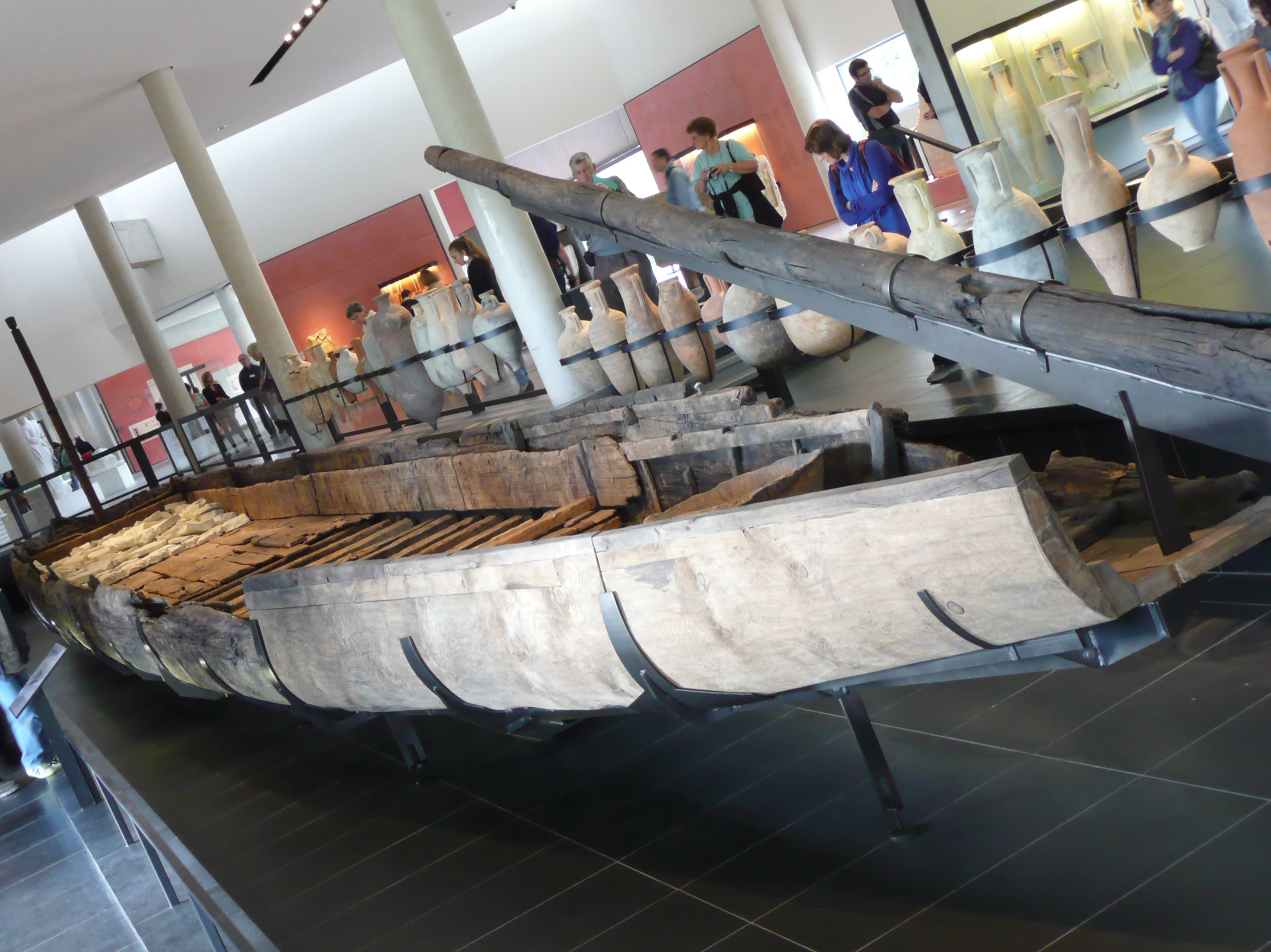
Arles Rhône 3 è esposta nel Musée départemental Arles antique, 2013

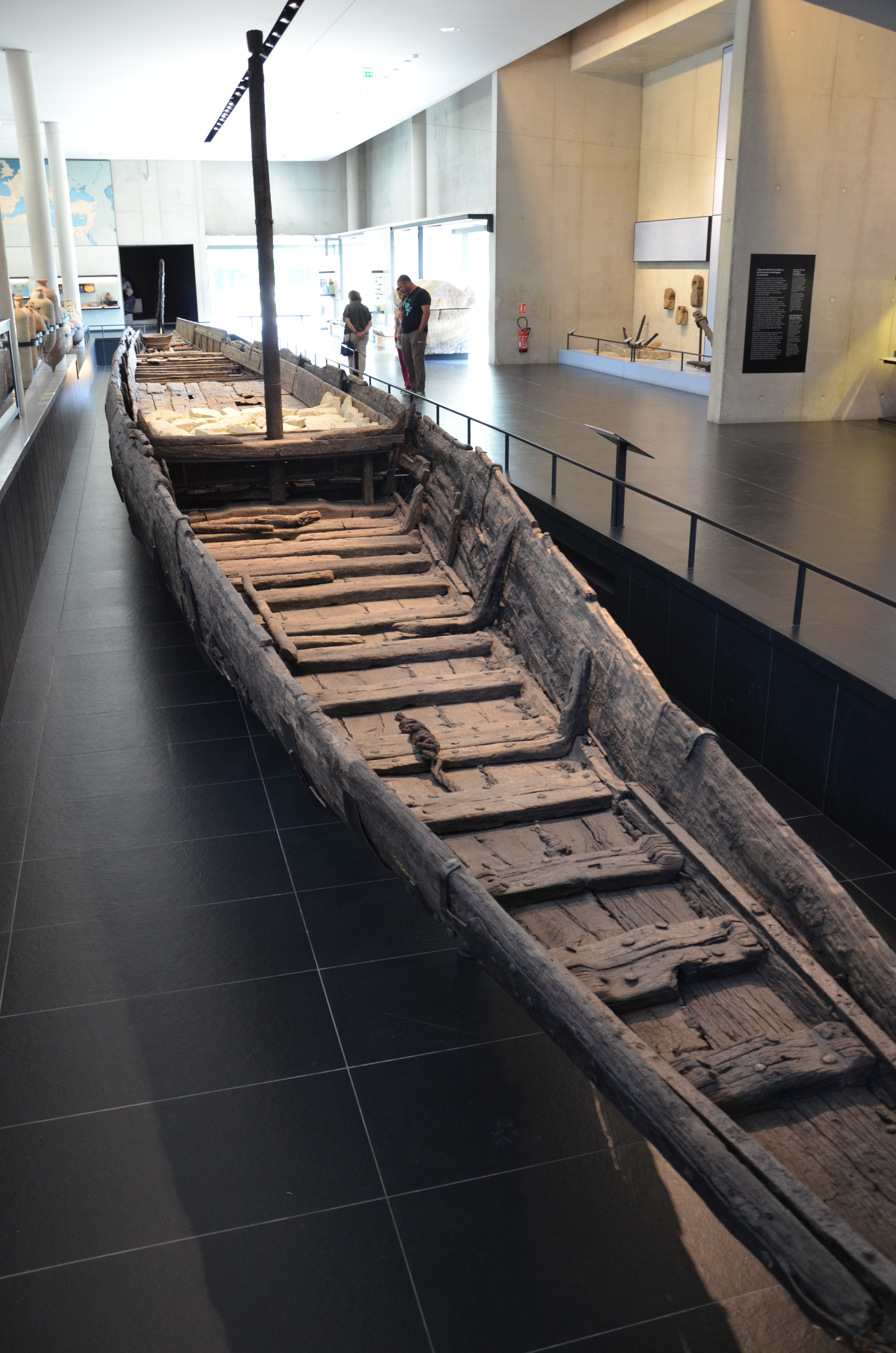
L'imbarcazione vista da prua

L'Arles Rhône 3 è un'antica imbarcazione romana, scoperta nel 2004, con parti di essa a solo 3,9 metri sotto la superficie dell'acqua nel fiume Rodano ad Arles, in Francia. Si tratta di una imbarcazione mercantile fluviale del I secolo lunga 31 metri. Dal 2013 è esposta al Musée de l'Arles antique. Nel fiume è stato scoperto anche un Nettuno in marmo I subacquei hanno recuperato anche molte anfore. Il fondo piatto della barca era realizzato con assi di quercia.